# Acibel·la de Gascunya
Acibel·la (Gascunya, segle ix) va ser una noble gascona.
Va ser filla del comte Garcia Sanxes de Gascunya i d'Amuna de Perigord, i germana del següent comte de Gascunya, Sanç Garcia.
La proximitat del ducat de Gascunya amb les terres de més enllà dels Pirineus, va fer que s'establissin relacions matrimonials, malgrat estar dintre de l'òrbita del regne franc. Per aquesta raó, Acibel·la va esdevenir comtessa consort d'Aragó pel seu casament amb Galí II Asnar (893-922), del qual va ser la primera esposa. Del matrimoni en van néixer una filla, Toda, casada amb el comte de Ribagorça, i dos fills, Redempt, que esdevingué bisbe, i Miró.
Es desconeix la data de mort, però el comte Galí la va sobreviure, perquè es va casar en segones núpcies amb Sança Garcés.